# 神崎驥一

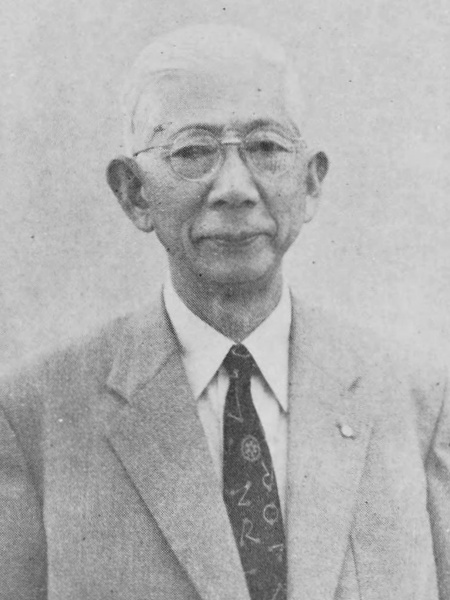
神崎驥一

神崎 驥一（かんざき きいち、1884年8月10日 - 1959年4月16日）は、日本の教育者。関西学院大学商経学部教授、関西学院大学第4代学長、同学院院長（第5代、1940年〜1950年）などを歴任した。

## 略歴
1884年8月10日、東京麹町に生まれる。1901年、関西学院普通学部を卒業。カリフォルニア大学に留学し、同大学院に進学する。歴史学と政治学を学んだ後、在米日本人会書記長に就任。吉岡美國第2代院長の娘婿となり、1921年、高等商業学部長就任のために帰国。大学開設に伴い、大学商経学部長を兼任、高等商業学部、大学の教授でもあった。ベーツ院長の離日後、1940年から1950年の10年間、第5代院長を務めた。その間、大学長、専門学校長も兼ねた。戦中、戦後の混乱期の関西学院を先導した。
1947年には、他の大学学長らとともに昭和天皇に「最近の学内事情」について奏上を行う機会があった。
1950年、院長を定年退職した。同年の第2回参議院議員通常選挙に全国区から無所属で立候補したが落選した。退職後、帝塚山学院長に就任、大阪市教育委員長も務めた。1959年に関西学院大学から名誉博士号を受けた。